# Зубков Олексій Михайлович
Олексій Михайлович Зубков (нар. 27 березня 1975, Київ, Українська РСР, СРСР) — український актор театру і кіно. Заслужений артист України (2018).

## Біографія

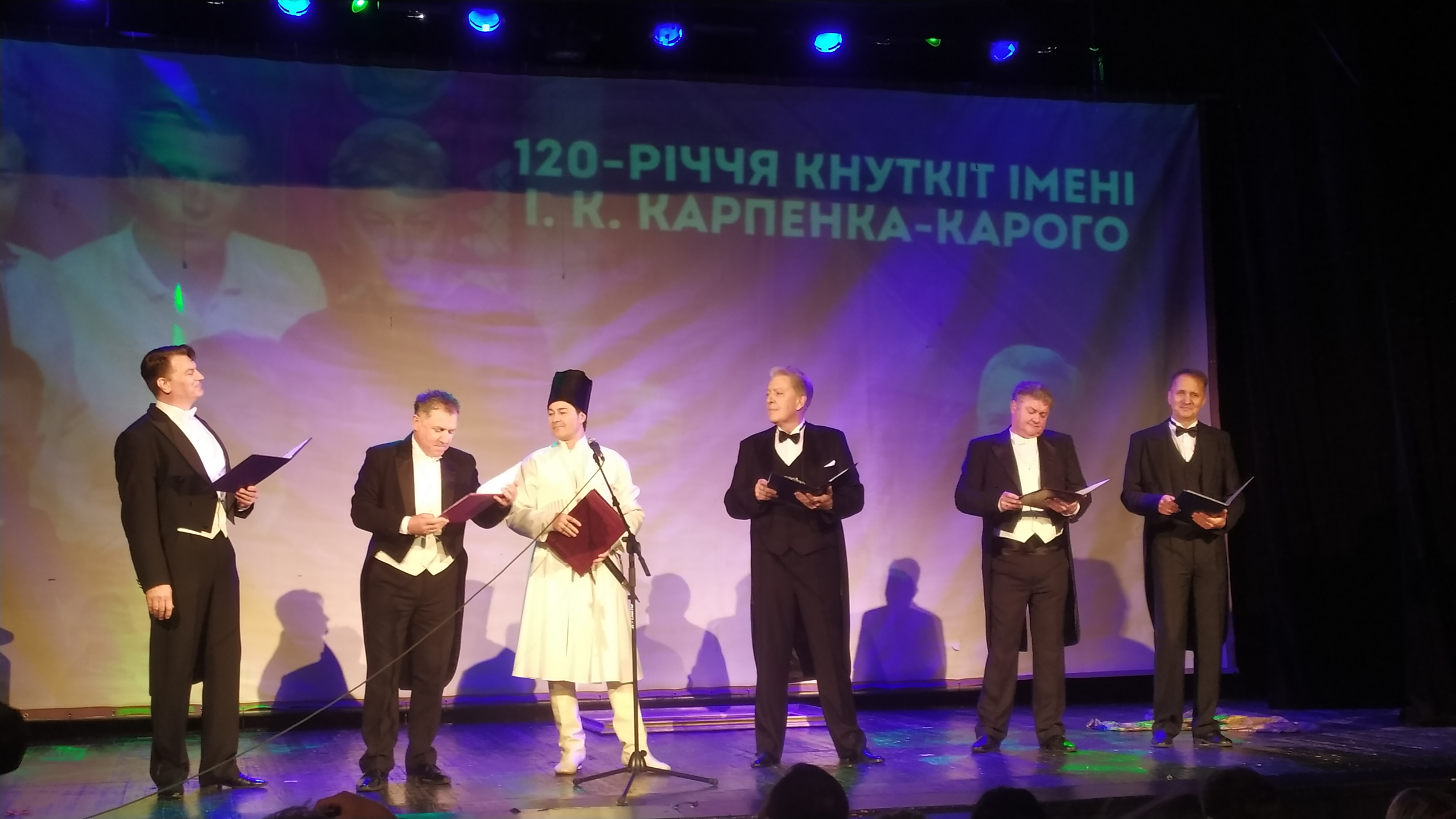
Актори театру імені Івана Франка на святкуванні 120-річчя КНУТКіТ імені І. К. Карпенка-Карого, листопад 2024 року; Олексій Зубков — перший ліворуч

Закінчив Київський національний університет театру, кіно і телебачення імені Івана Карпенка-Карого (2001). 
З 2001 року працює у Національному українському драматичному театрі ім. І. Франка. 

## Творчість

### Ролі у театрі
- Федір — «Тев'є-Тевель» Г. Горіна
- Кіпріот — «Отелло» В. Шекспіра
- Агностос — «Езоп» Г. Фігейредо
- Жрець, Тіресей — «Цар Едіп» Софокла
- Атос — «Ех, мушкетери, мушкетери...» Є. Євтушенка
- Півник — «Хоробрий півник» Б. -Ю. Янівського
- Альбін — «Кіт-чарівник» О. Сенатович
- Дід Мороз — «Новорічна одісея» Д. Буковинця
- Лікар — «Батько» А. Стріндберга
- Карл — «Сентиментальний круїз» Т. Кандали
- Суддя  — «Брати Карамазови» Ф. Достоєвського
- 4 невідомий — «Посеред раю на майдані» Клима
- Дадлі — «Віват, Королево!» Р. Болта
- І молодик — «Лев і Левиця» І. Коваль
- Генрі Мун — «Скандальна пригода містера Кетла та місіс Мун» Д. Прістлі
- Гуля, Богдан Хмельницький, Іспанський Генерал, Пітірім — «Урус-шайтан» І. Афанасьєва

### Фільмографія
- «Критичний стан» (2002) — Віктор (головна роль)
- «Право на захист» (2002) — Ігор Гордєєв
- «Залізна сотня» (2004) — Павук
- «Банкірші» (2005) — Режисер
- «Міф про ідеального чоловіка» (2005) — Ігор Польовий
- «Неслужбове завдання-2. Вибух на світанку» (2005) — Епізод
- «Колекція» (2006) — Андрій
- «Копальня» (2006) — Гена Томілін
- «Копальня-2» (2006) — Гена Томілін
- «Чорний сніг» (2007)  — Сергій Гущин (головна роль)
- «Я — тілоохоронець» (2007–2009) — Анатолій Тихомиров
- «Бій місцевого значення» (2008) — Сергій Воскобойников
- «Геній порожнього місця» (2008) — Дмитро Хохлов
- «Ілюзія страху» (2008) — Мармазін
- «Куплю друга» (2008) — Вася
- Подзвони в мої двері (2008) — Павло Петров
- «Чорний сніг-2» (2007)  — Сергій Гущин (головна роль)
- «Коли ми були щасливі» (2009) — Гліб Сінцов
- «Віра, Надія, Любов» (2010) — Роман
- «Зозуля» (2010) — Сергій
- «Маршрут милосердя» (2010) — Погарєв
- «Платон Ангел» (2011) — Петро
- «Бабуся» (2011) — Олег
- «F63.9 Хвороба кохання (фільм)» (2013) — Чайка, космонавт
- 2016 — Запитайте в осені
- 2019 — «Як довго я на тебе чекала» — Валерій Соловйов (головна роль)
- 2019 — Не жіноча робота
- 2019 — Замок на піску
- 2019 — Слідчий Горчакова
- 2021 — «Врятувати Віру»
- 2021 — Помилки молодості
- 2021 — Я заберу твою родину